# داسو جروب
داسو جروب هي مجموعة شركات مقرها فرنسا تأسست في عام 1929 مع إنشاء داسو للطيران بواسطة مارسيل داسو ، وبقيادة الابن سيرج داسو مع مؤسس داسو سيستمس تشارلز إديلستين . رئيس مجلس الإدارة والمدير التنفيذي لشركة داسو للطيران هو ايريك ترابير .  

## الشركات التابعة
- داسو للطيران
  - داسو فالكون جيت
  - داسو فالكون الخدمة
  - سوجيتك (محاكاة ونظم الدعم اللوجستي المتكاملة)
- سابكا (تصميم وتصنيع معدات الطيران)
  - سابكا ليمبورغ
  - لومين
- داسو سيستمس (حلول تطوير البرمجيات والحركة الشعبية )
- شركة السيارات الكهربائية (SVE) ، وهو مشروع مشترك بين داسو وهيوليز لتطوير السيارات الهجينة الكهربائية والمكونات الإضافية ( كلينوفا II استنادًا إلى رينو كانجو ) ، ورئيسها ومديرها التنفيذي هو جيرار ثيري ؛
- مجموعة فيجارو (وسائل الإعلام، بما في ذلك لو فيجارو )
- إيموبيلير داسو - مكتب عقاري وسكني يركز على العقارات في باريس، والتي يتم توليد جميع إيراداتها في فرنسا [11]
- أركوريال ( مزادات )
  - أركانا (المزادات الأصيلة) (30٪)
- شاتو داسو (النبيذ)

## روابط خارجية
- الموقع الرسمي